# Izal (Navarra)
Izal (cooficialmente en euskera: Itzalle) es una villa y concejo español de la Comunidad Foral de Navarra perteneciente al municipio de Gallués. 
Está situado en el norte de Navarra. pertenece al valle de Salazar, en la comarca de Roncal-Salazar y a 75,6 km de la capital de la comunidad, Pamplona. Su población en 2014 fue de 32 habitantes (INE)
Su gentilicio es izaltarra[cita requerida] o itzallearra, tanto en masculino como en femenino.

## Geografía
Está situado al norte de Navarra en el Valle de Salazar, es un pueblo de ambiente pirenaico y se encuentra muy próximo a la Sierra de Abodi y a la Selva de Irati donde se sitúa el monte Pico de Orhi (2.021 m de altitud), una de las cumbres más altas del Pirineo navarro. 
Izal limita al norte con Ibilcieta, al sur con Gallués, al este con Ripalda y al oeste con Adoáin y Larráun.

## Historia

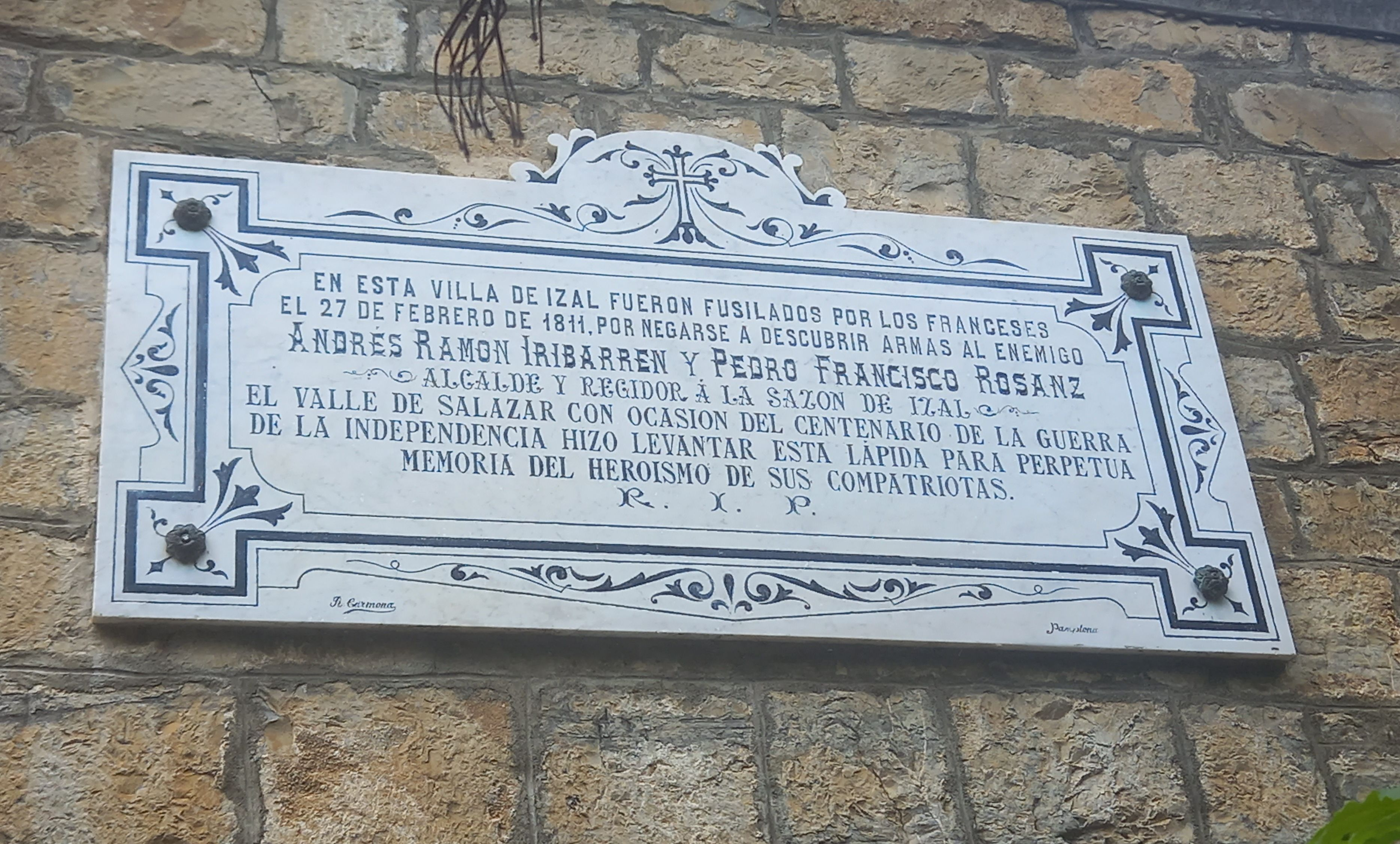
Lápida en el pórtico de la iglesia parroquial

En su término se sitúa el sector dolménico de Salazar, que comprende el dolmen de Sogoitia.
Izal aparece documentado ya en 1034 como sobrenombre locativo, con la grafía de "Izail". El Monasterio de Leire poseía 39 mezquinos del lugar a finales del sigo XI. Contó siempre entre las villas de la "universidad" o comunidad del valle de Salazar.
En la guerra de la independencia, la División de Navarra formada por los guerrilleros, y comandada por Espoz y Mina, utilizaron entre otros lugares Izal como almacén de material bélico; enterándose los franceses de su existencia trataron de que los responsables del pueblo les dijesen dónde se guardaban las amas. Ante su negativa, el 27 de febrero de 1811, fueron fusilados el alcalde, Andrés Ramón Iribarren y el regidor, Pedro Francisco Rosanz.
El valle desapareció como unidad administrativa con las reformas municipales de 1835-1845. Hasta esas fechas, gobernaban Izal el alcalde del valle, el alcalde de la villa y los regidores que elegía la propia villa entre sus vecinos. Desde 1835-1845, formó parte del ayuntamiento de Gallúes. En la actualidad, es la población más importante y ocupa la zona más alta del municipio.
En 1847 tenía escuela, dotada con 18 robos de trigo; el curato era de provisión de los vecinos, y llevaba el correo el valijero del valle.
Izal, al igual que el resto del valle, el 99% de sus actividades fueron y son la ganadería, la agricultura y la explotación forestal en las zonas cercanas.

## Demografía
Número de habitantes en los últimos diez años.
| Gráfica de evolución demográfica de Izal entre 2000 y 2010 |
|                                                            |
| Datos según el nomenclátor publicado por el INE.           |

## Cultura

### Patrimonio

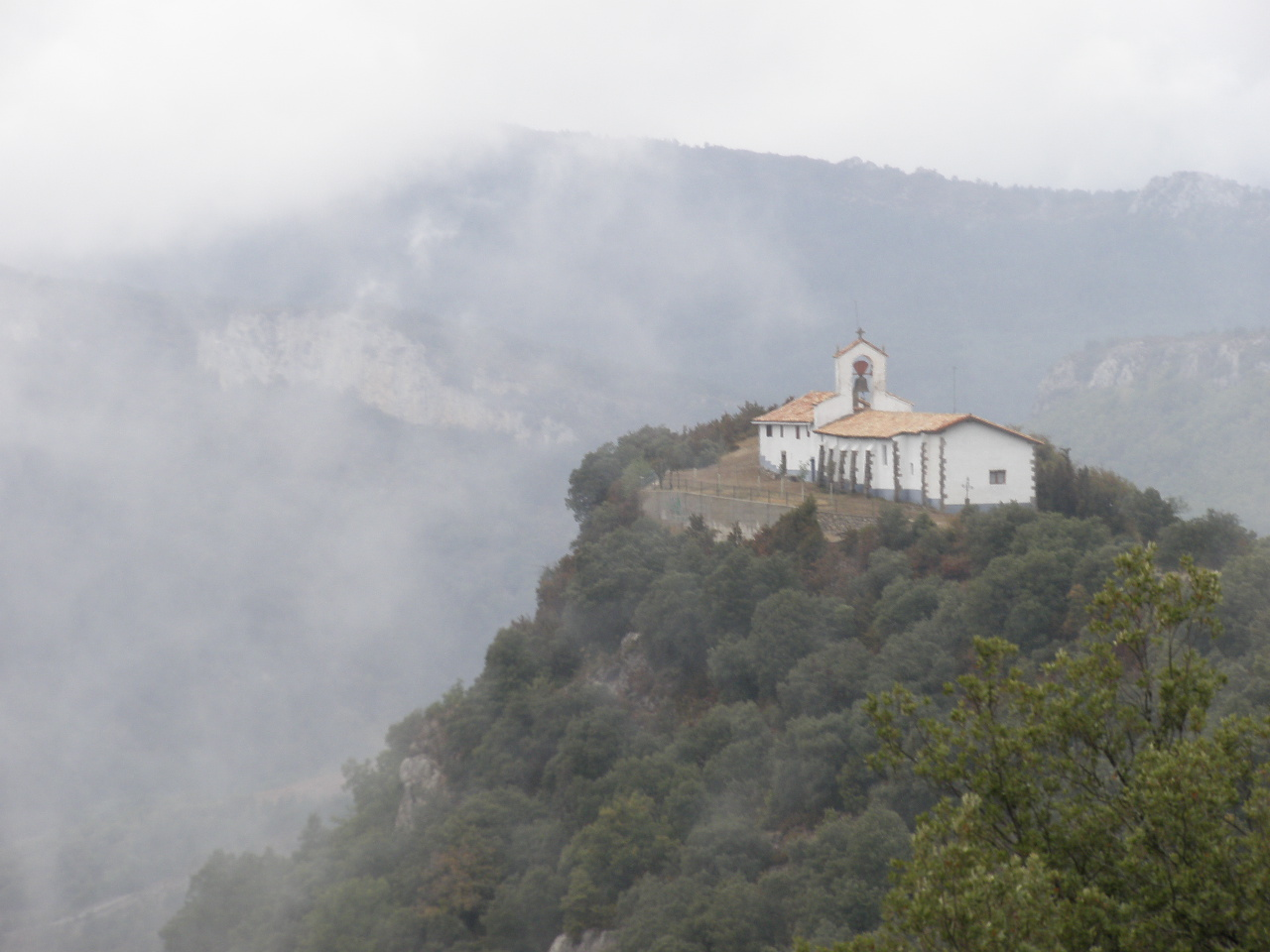
Ermita Nuestra Señora de Arburúa

#### Monumentos religiosos

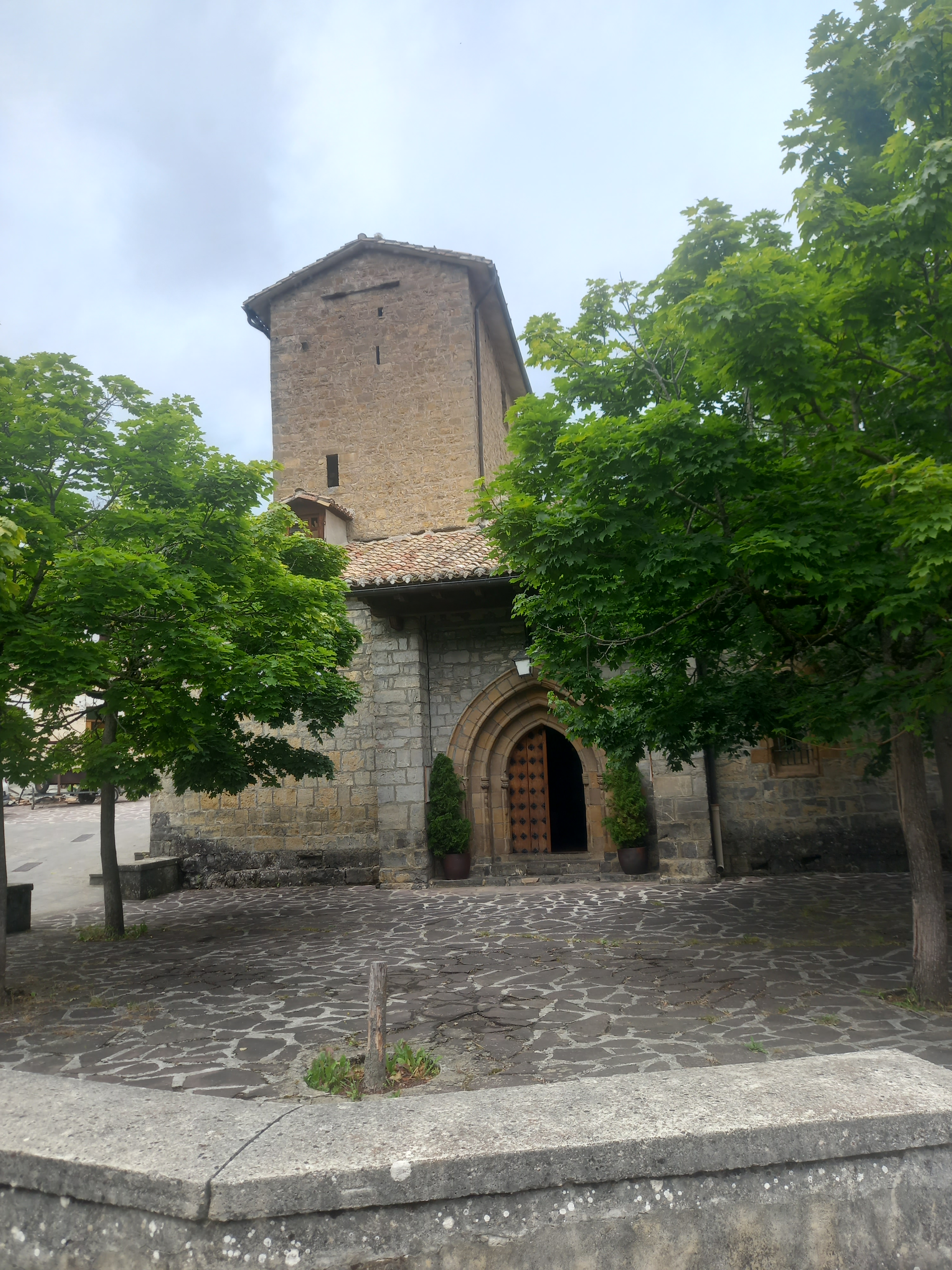
Iglesia de San Román

Como en las demás villas de Salazar, Izal destaca por su arquitectura religiosa, destacando la parroquia de San Vicente que se sitúa en el centro del pueblo. Fue construida durante la primera mitad del siglo XIII en estilo de transición del románico al gótico.
También cuenta con dos ermitas, la de San Miguel sobre el cementerio del pueblo y la Basílica de Nuestra Señora de Arburúa sobre la cima del mismo nombre a 1040 m s. n. m. de altitud.
La primera es una construcción de carácter rural que consta de nave rectangular y cabecera plana que se cubre a dos aguas. En el interior se conserva una talla barroca del siglo XVIII del titular y un Crucificado fechado en el siglo XVI.
La segunda fue construida a finales del siglo XVI y comienzos del siglo XVII con una larga nave de seis tramos desiguales y cabecera recta, más estrecha que la nave. La Virgen de Arburúa acapara la devoción de la comarca.

#### Monumentos civiles
En la casa Ballaz se localiza el único hórreo del Valle de Salazar. Se conserva en muy buen estado con paredes de entramado de madera y con entrepaños rellenos con mampostería enlucida con mortero de cal por el interior y por el exterior. Apoya, en un bastidor de madera, pero en este caso formado por tres vigas transversales y tres longitudinales, con poste en cada cruce. Este hórreo destaca por la variedad y la calidad de los ensambles de sus piezas de madera. El granero se divide en un pasillo central y siete compartimentos, utilizados para la conservación del grano. 

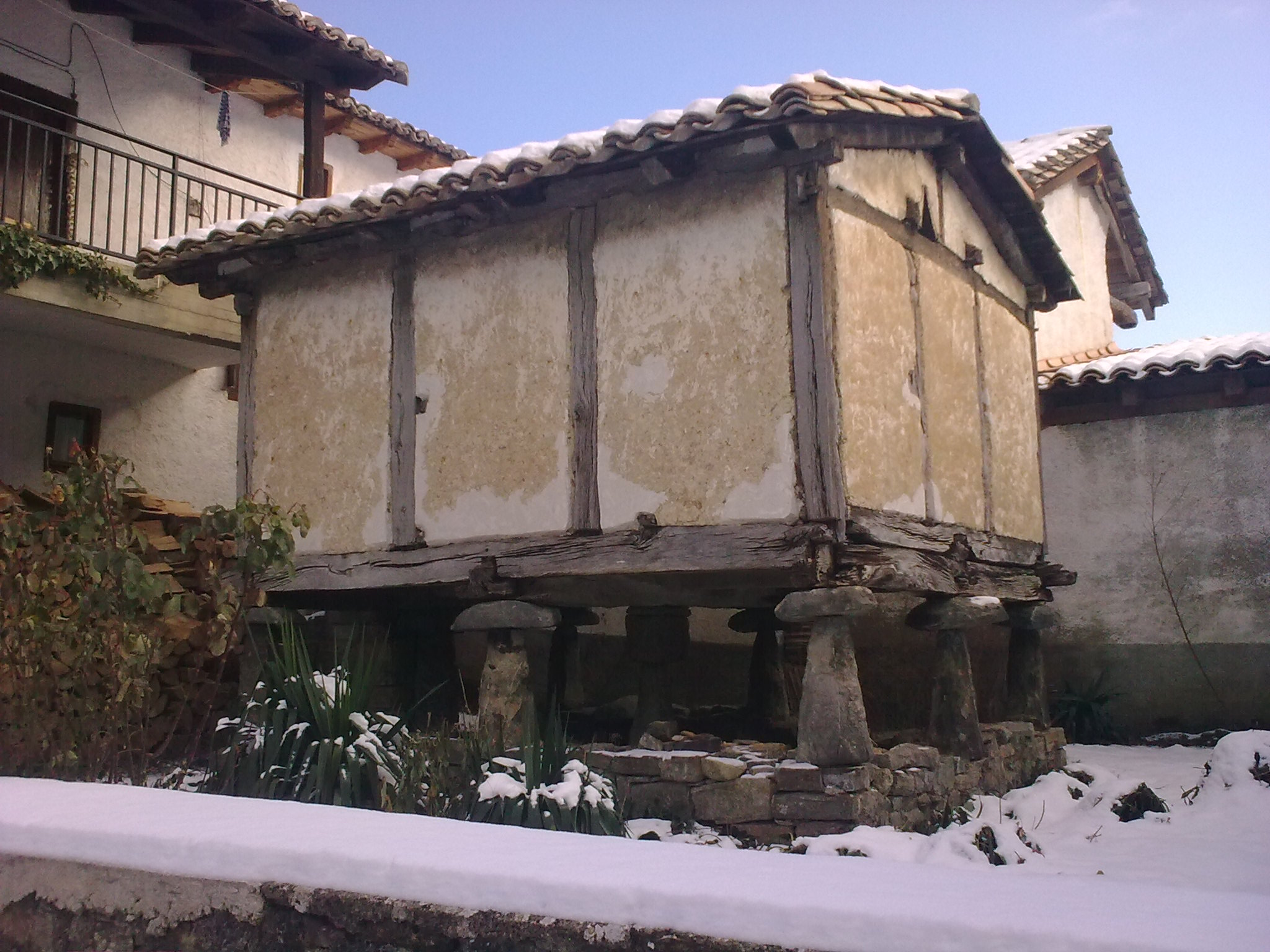
Hórreo de Izal.

### Fiestas y eventos
- Fiestas Patronales: Son del 15 al 17 de agosto.
- San Vicente: El 22 de enero.
- Romería de las Siete Cruces: El primer domingo de junio a la ermita de Nuestra Señora de Arburúa. Se reúnen los vecinos de Izal, Gallués, Uscarrés, Iciz, Igal, Güesa y Ripalda.
- Romería del 1 de mayo: En la que sólo los habitantes de Izal suben a la ermita de Nuestra Señora de Arburúa.